# حركة تحرير السودان

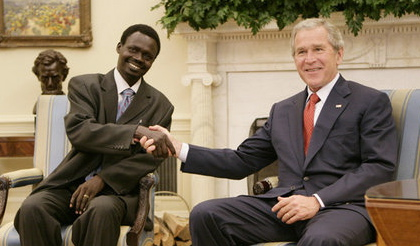

حركة تحرير السودان هي إحدى الحركات السياسية والعسكرية الرئيسية في السودان و دارفور قامت  رفعا للظلم الواقع على منطقة دارفور والمناطق المهمشة الأخرى على امتداد السودان، الرئيس الأول للحركة هو المحامي عبد الواحد محمد نور و خميس أبكر نائب الرئيس وكان القائد مني اركوي أميناً عاماً لها، ولكن في عام 2004 بعد مؤتمر حسكنيتة إنشقت الحركة إلى قسمين :أحدهما بقيادة مني أركوي والأخر بقيادة عبد الواحد محمد النور. وايضاً بعد فترة انشقت الحركة مرة أخرى احدهما بقيادة عبدالواحد محمد نور والأخرى بقيادة خميس ابكر 
وتعتبر الشرارة الأولى للنضال العسكري ضد حكومة الخرطوم في دارفور هي قيام المهندس يحيى بولاد الذي ينتمى لقبيلة الفور بالانسلاخ من الجبهة الإسلامية القومية وحكومة الإنقاذ في عام 1992 م وانضمامه لجون قرنق وتكوينه مليشيا مسلحة وتحصنه بجبل مرة، مصرحا بمقولته الشهيرة:لقد وجدت العرق أقوى من الدين.
رغم أن ثورة يحيى بولاد أخمدت بسرعة وتم إعدامه، إلا أن ذلك كان كفيلا ببث روح الرفض والتمرد لدى الإقليم بأسره.
الأوائل المؤسسين الحركة تحرير السودان عددهم 18 شخص من أبناء دارفور توجهوا في بداية عام 2001 إلى جبل مرة لتشكيل حركة ضد النظام الخرطوم، وسبب هذا توجه كانت قد دارت المعركة شرسة بين الزغاوة وقبائل الرحل العربية مدعومة من قبل النظام الخرطوم وقتل خلالها الكثير من الجانبين وأرادو وضع الحد لهذه الأزمة وذهبوا الي جبل مرة و تمركزوا في أحد مناطقه لبدء في العمليات التدريب .
الأوائل المؤسسون لحركة تحرير السودان هم:
1. الشهيد عبد الله أبكر بشر- لقب جوري مي.
2. الشهيد أركوري خاطر نلو.
3. الشهيد جدو عيسي التجاني محمود - لقب صاغور.
4. بخيت عبد الكريم عبد الله - لقب دبجو.
5. العميد إبراهيم عبد الله التوم - لقب بهلول.
6. العميد جابر إسحاق علي امبدة - لقب شيه.
7. الشهيد بشارة محمد تقابو.
8. الشهيد بشارة دفع الله خليفة - لقب نيفاتري.
9. الشهيد عامر بشر أحمداي - لقب بدوسوريه
10. الشهيد نور الدين إبراهيم تقابو.
11. الشهيد بابكر عيسي محمد .
12. الشهيد نميري أحمد علي .
13. الشهيد أحمد تور خلا عبد العال .
14. محمد إسماعيل خميس - لقب نيري.
15. إسحاق بركة طرمبا توتو.
16. صابر حسين سليمان علي - لقب ار دوندو
17. إسماعيل حسين مادبو.
18. الشهيد خاطر موسي عبد الله لقب خاطر دري